# Stazione di Bari Centrale (FT)
La stazione di Bari Centrale della Ferrotramviaria è una stazione ferroviaria del capoluogo pugliese, capolinea della ferrovia per Barletta.

## Storia
Nell'agosto 1957 la Ferrotramviaria, in collaborazione con il servizio lavori delle Ferrovie dello Stato, presentò al Consiglio Superiore dei Lavori Pubblici il progetto per la tratta Bitonto-Bari della costruenda ferrovia Bari-Barletta, che prevedeva il capolinea barese della linea in piazza Roma, nei pressi della stazione FS. Approvato nel 1958 il progetto, i lavori per la costruzione iniziarono nel 1960, e nell'ottobre dell'anno successivo i lavori della sede erano quasi terminate e le pensiline già costruite; nel 1963 fu completato il palazzo della direzione d'esercizio, e la stazione fu attivata nel 1965.

## Strutture e impianti
L'impianto si trova immediatamente a nord della stazione di Bari Centrale delle Ferrovie dello Stato, e a sud dell'omonima stazione delle Ferrovie Appulo Lucane.
Il piazzale, originariamente fornito di due binari per il servizio passeggeri con un ulteriore binario di servizio centrale, venne ricostruito nel 2008, ricavando tre binari per il servizio passeggeri, così da aumentarne la capacità in previsione dell'attivazione del servizio ferroviario metropolitano.

## Movimento
La stazione è capolinea dei treni regionali per Barletta che rientrano nell'ambito dei servizi FR 1 e FR 2 della rete del Ferrovie del Nord Barese e dei treni metropolitani per il quartiere San Paolo e l'Aeroporto di Bari-Palese (linee FM 1 e FM 2).

## Galleria d'immagini

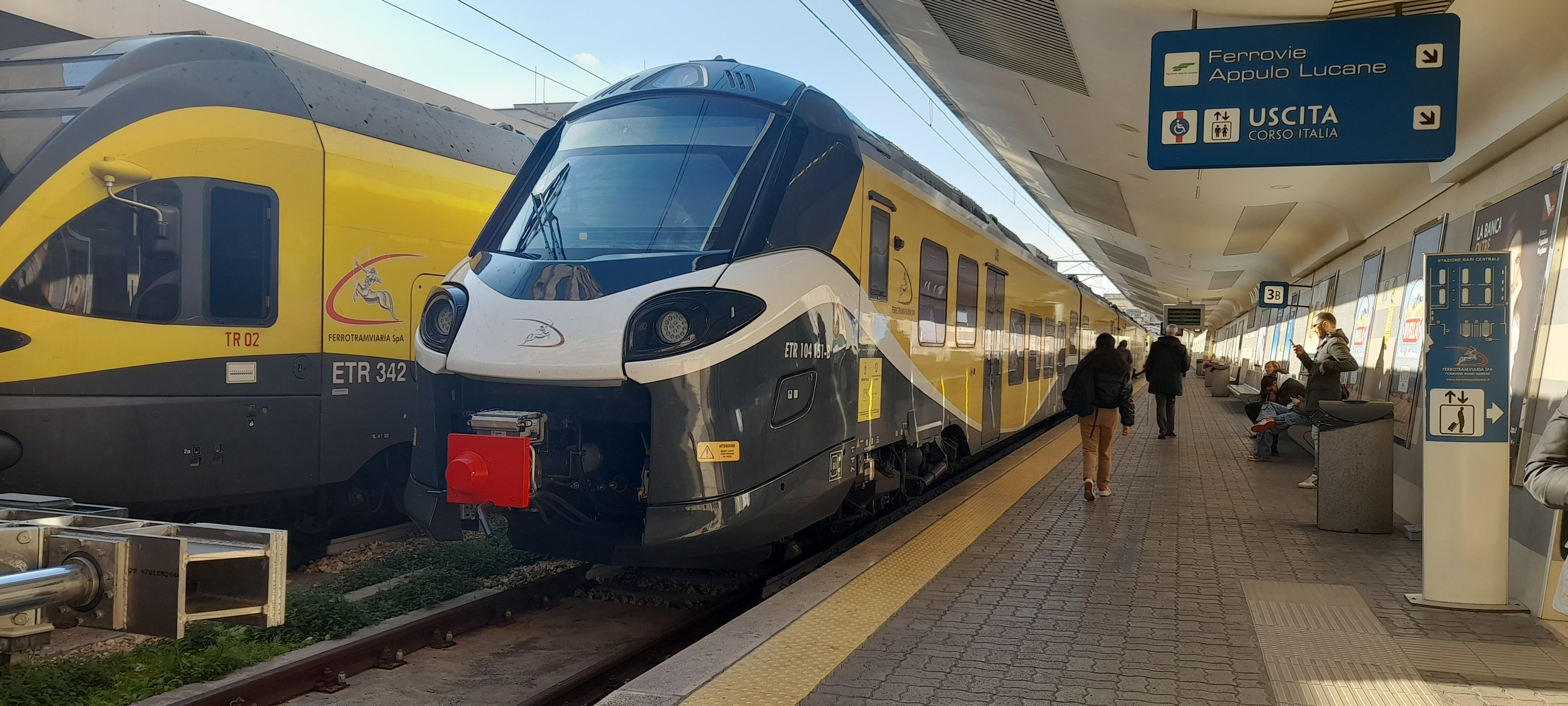
Elettrotreno Alstom Coradia POP in sosta a Bari Centrale FT
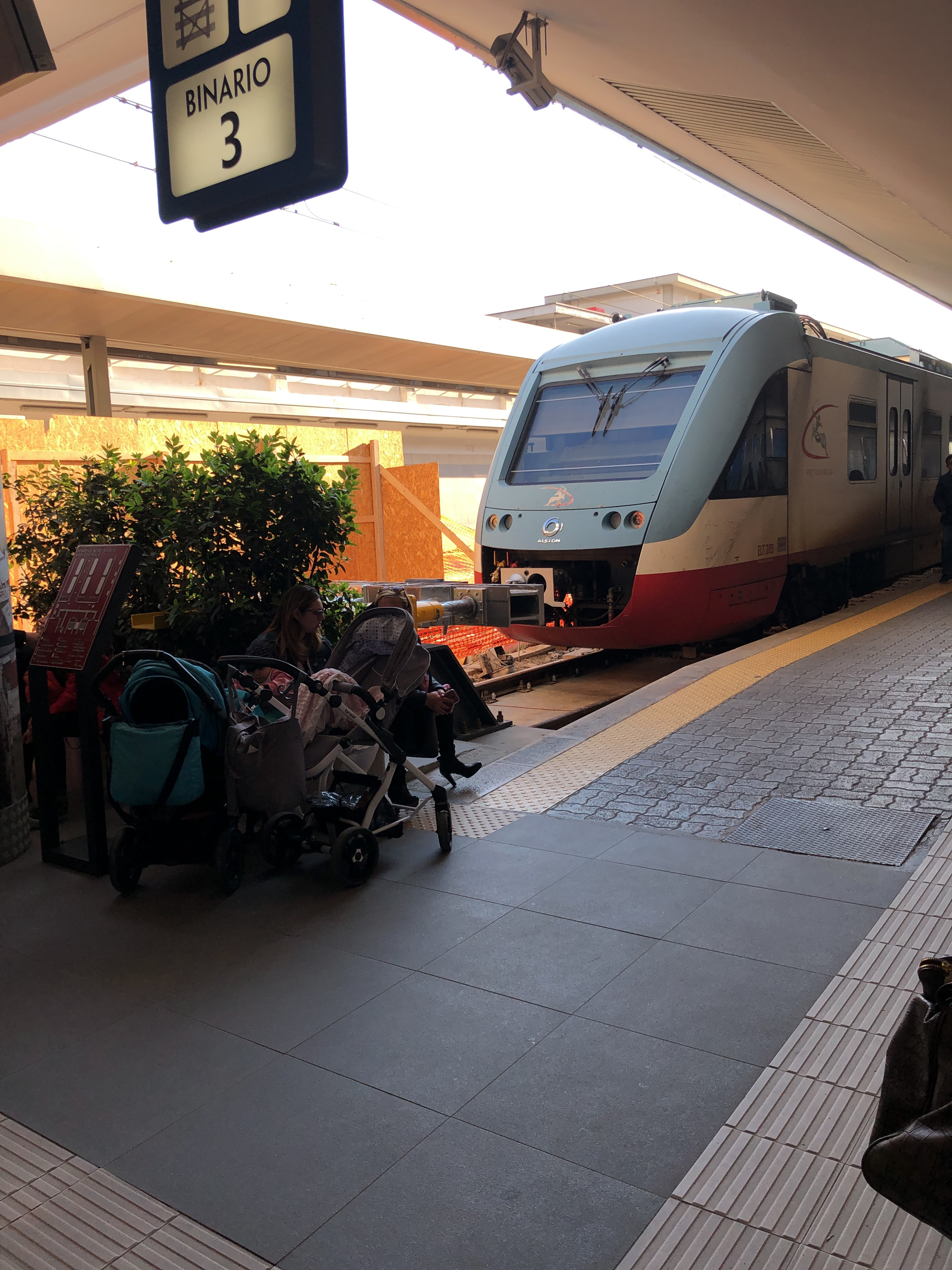
Binario 3 della stazione
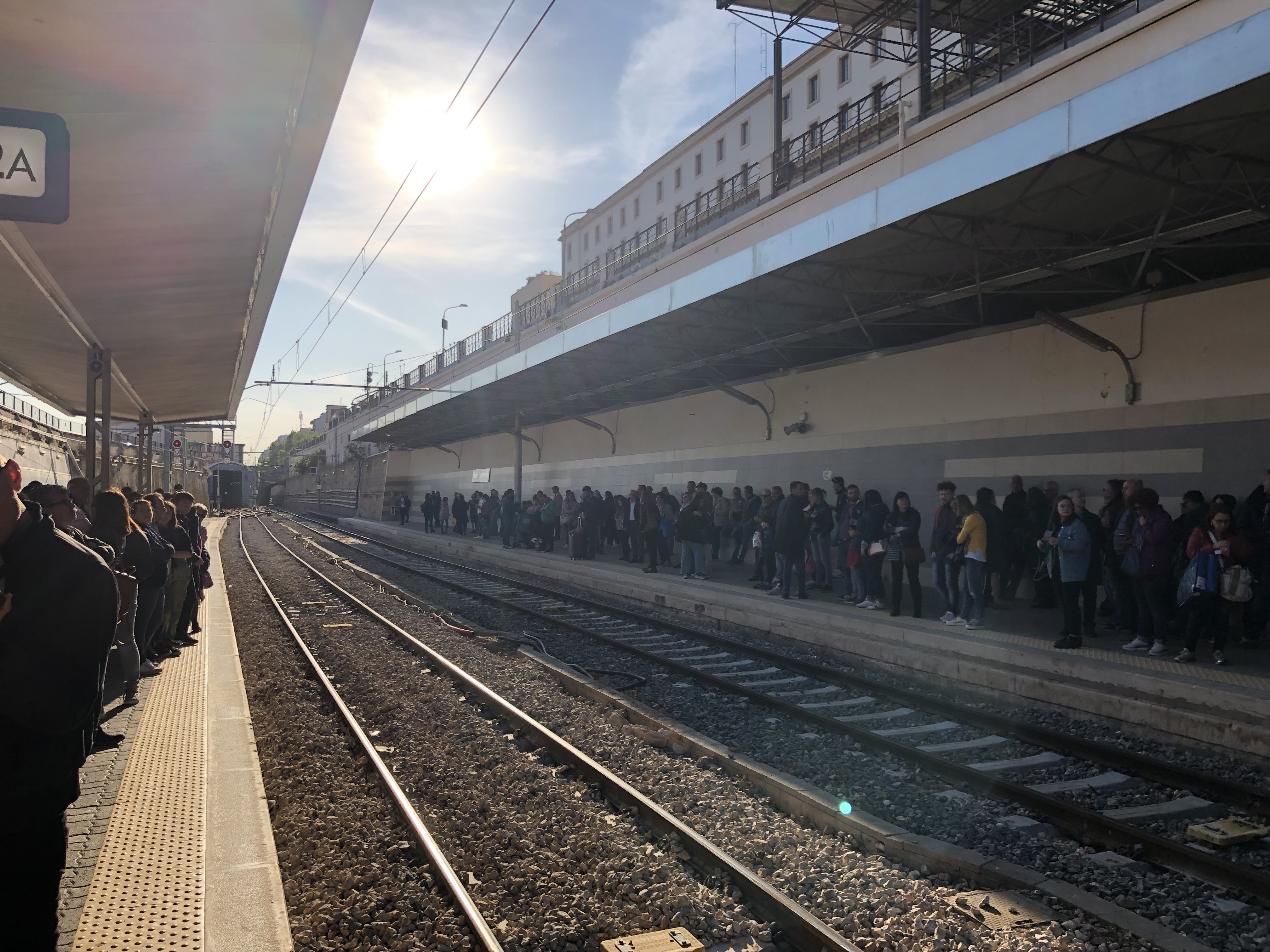
Il binario 2A della stazione, fotografato l'8 maggio 2019, il giorno del passaggio delle Frecce Tricolore in occasione della festa di San Nicola
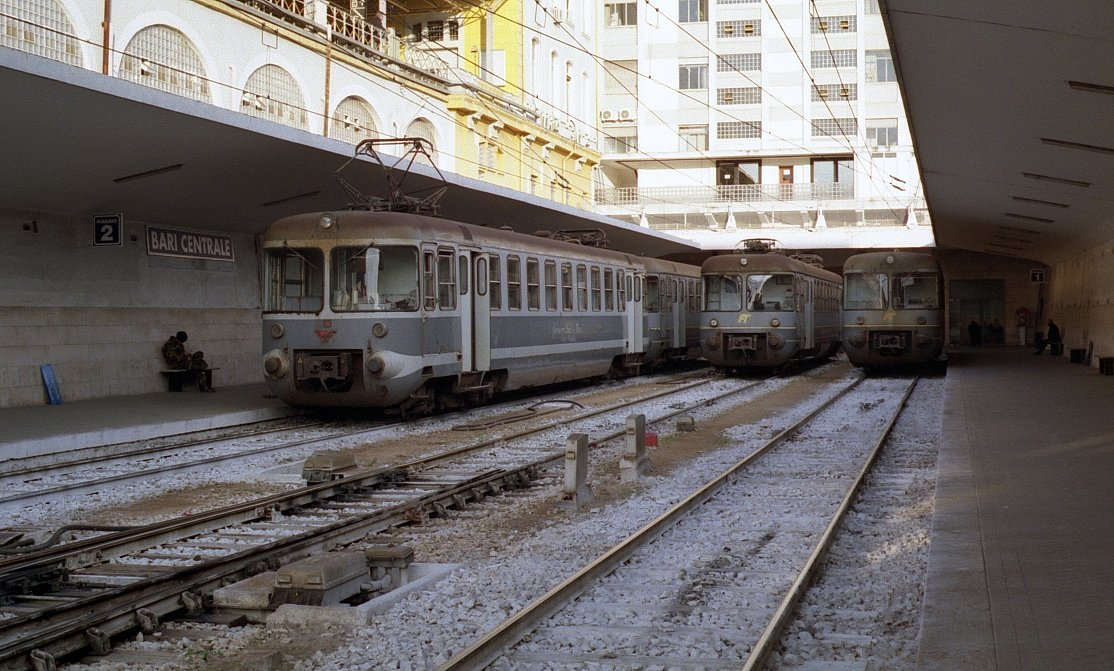
Elettromotrici non più in servizio in sosta alla stazione il 6 novembre del 2002